# 쿨에이드
쿨에이드(영어: Kool-Aid)는 크래프트 하인즈가 소유한 향이 첨가된 음료 브랜드로, 미국 일리노이주 시카고에 본사가 있다. 분말 형태는 1927년 에드윈 퍼킨스가 프룻 스맥(Fruit Smack)이라는 액체 농축액을 기반으로 만들어 졌다. 한국에서는 1970년대부터 동서식품이 탱(1980년대 초반에 BHA 논란으로 국내단종.)과 함께 수입하고 있다.

## 쿨에이드를 마시다
미국에는 'Drinking the Kool-aid' 라는 관용구가 있다. 이 표현은 주로 정치적, 종교적, 신념이 강한 사람들이 어떤 대상이나 상황을 맹신하는 상황을 이야기할 때 많이 사용된다.
인민사원의 교주였던 짐 존스는 미국에서 사람들을 모아 활동하던 중 정부의 조사 활동이 시작되자 추종자들을 데리고 남미의 가이아나로 이동하게 된다. 미국 의회 하원의원이었던 레오 라이언은 일행과 함께 짐 존스의 사이비 종교시설에 대한 조사를 마치고 미국으로 돌아가던 길에 짐 존스 추종자들에 의해 살해당하게 된다.
존스는 중대한 위기임을 깨닫고 자신의 추종자들을 한 건물로 모이게 한 후 청산가리가 들어 있는 쥬스를 마시게 하고 자신들의 죽음을 `혁명적 자살`로 포장했다. 이 결과 900명이 넘는 사람들이 한자리에서 사망했다.
당시 언론에서는 청산가리를 탄 쥬스를 쿨에이드로 소개했지만, 현장에서 발견된 분말형 쥬스 제품은 쿨에이드가 아닌 저가형 유사 제품인 플레이버 에이드였다. 하지만 워낙 분말형 쥬스 제품으로 인지도가 높았던 쿨에이드는 사실 여부와 관계없이 사이비 집단의 비극적 결말에 사용된 것으로 알려지게 되었다.

## 같이 보기
- 탱 (음료)
- 포카리스웨트